# Os Adolescentes
Os Adolescentes é uma telenovela brasileira produzida e exibida pela Band entre 28 de setembro de 1981 e 2 de abril de 1982, em 135 capítulos, substituindo Dulcinéa Vai à Guerra e Rosa Baiana, e sendo substituída por Ninho da Serpente. Escrita por Ivani Ribeiro e Jorge Andrade, supervisão de Antônio Abujamra, sob direção Emilio Di Biasi e direção geral de Atílio Riccó. Programada para dar seguimento ao horário das "novelas das sete", acabou estreando às 21h30.
Conta com Júlia Lemmertz, Tássia Camargo, André De Biase, Flávio Guarnieri, Giuseppe Oristanio, Lília Cabral, Márcia de Windsor e Beatriz Segall nos papéis principais.

## Enredo
No Rio de Janeiro, a história acompanha os problemas de quatro amigos adolescentes de 15 anos: Bia, Majô, Joca e Caíto. Bia engravidou de um estrangeiro e agora enfrenta o dilema de abortar ou não, embora Leonardo, que sempre foi apaixonado por ela, esteja disposto a assumir o filho para despeito da venenosa Marcela, que nunca teve uma chance com ele e odeia a rival. Majô é apaixonada por seu jovem padrasto Túlio e vê a mãe Rachel como inimiga, embora elas nem imaginam que a primeira mulher dele morreu misteriosamente e a ex-cunhada 
Fernanda esteja disposta a tudo para 
provar a culpa dele.
Irmão de Bia, Joca aos poucos se afunda nas drogas, arruinando o casamento dos pais, Paula e Odilon. Já Caíto esconde ser gay e apaixonado pelo lutador Guilherme – que em dado momento também revela gostar dele – e viva sufocado pelas brigas dos pais Marilu e Dirceu e as confusões de sua hipocondríaca avó Cotinha. Ainda há o drama de Iracema, cujo filho Leonel morre num acidente de motocross e o mais novo Liminha quer seguir o mesmo esporte.

## Elenco
| Ator/Atriz          | Personagem                |
| ------------------- | ------------------------- |
| Júlia Lemmertz      | Bianca Martins (Bia)      |
| Tássia Camargo      | Maria Joana Vieira (Majô) |
| André De Biase      | Eduardo Martins (Doca)    |
| Flávio Guarnieri    | Caíto Magalhães           |
| Lília Cabral        | Marcela                   |
| Giuseppe Oristanio  | Leonardo                  |
| Beatriz Segall      | Iracema Lima              |
| Kito Junqueira      | Túlio Vieira              |
| Márcia de Windsor   | Rachel Vieira             |
| Selma Egrei         | Fernanda                  |
| Norma Bengell       | Paula Martins             |
| Paulo Villaça       | Odilon Martins            |
| Carmem Silva        | Cotinha Magalhães         |
| Imara Reis          | Marilu Magalhães          |
| Roberto Maya        | Dirceu Magalhães          |
| Antônio Petrin      | Moacir                    |
| Fábio Cardoso       | Joaquim                   |
| Jairo Arco e Flexa  | Diogo Lima                |
| Hugo Della Santa    | Bruno Lima (Liminha)      |
| Beto Simas          | Guilherme                 |
| Déborah Seabra      | Rosário                   |
| Mayara Magri        | Gaby                      |
| Carlos Takeshi      | Jorge                     |
| Arlete Montenegro   | Clotilde Silva            |
| Lúcia Mello         | Luciana Silva             |
| Sônia Oiticica      | Conceição                 |
| Emílio di Biasi     | Lulu                      |
| Geny Prado          | Sônia                     |
| Borges de Barros    | Pedro                     |
| Teresa Campos       | Juraci                    |
| Paixão de Jesus     | Verônica                  |
| Zenaide Zen         | Solange                   |
| Alexandre Raymundo  | Fabrício Martins          |
| Kiko Guerra         | Pinheiro                  |
| Cláudio Corazza     | Paulo                     |
| Tácito Rocha        | José Luiz "Zé Luiz"       |
| Luiz Serra          | Fred                      |
| Fernanda Alvarenga  | Elvira                    |
| Eliza Gomes         | Eliza                     |
| Cacá DI Carmen      | Leila                     |
| Esmeralda Hannah    | Gomide                    |
| Arthur Leivas       | Arthur                    |
| Ricardo Graça Mello | Michel                    |
| Paulo Weudes        |                           |
| Lucia Mattos        | Diná                      |
| Yeta Hansen         | Joyce                     |
| Regina Stravani     | Mariana                   |
| Tânia Audi          | Valquiria                 |
| Oswaldo Campozana   | Osmar                     |
| Hida Zerlott        | Isabel                    |
| Tuti Hungaro        | Ivete                     |
| Ana Maria Panhoca   | Gracita                   |
| Dani Patarra        | Kelly                     |
| Margot Ribas        | Stella                    |
| Antonie Rowles      | Miguel                    |
| Eduardo Menezes     | Theo                      |
| Wilson Santana      | Firmino                   |

### Participações especiais
| Intérprete           | Personagem          |
| -------------------- | ------------------- |
| José Parisi Júnior   | Leonel Lima         |
| Tânia Alves          | Laureta Martins     |
| Raul Toledo          | Gabriel Lima (Biel) |
| Osvaldo Barreto      | Carlos              |
| Maria Helena Cardoso | Ela mesma           |

## Trilha sonora
Trilha sonora, nacional e internacional, da novela.

### Nacional
1. "Tudo certo" - Boca Livre
2. "Filho" - Erasmo Carlos
3. "Agora só falta você" - Zizi Possi
4. "Bem ou mal" - Renato Terra
5. "O menino azul" - Aécio Flávio e Quartezanato (participação especial de Quarto Crescente)
6. "Tanto faz" - Roupa Nova
7. "Fico louco" - Itamar Assumpção
8. "Até que ponto" - Elza Maria
9. "Amor" - Ivan Lins (participação especial de Lucinha Lins)
10. "Difícil entender" - Marcos Sabino
11. "O clima da minha cidade" - Eliana
12. "Adeus à dor" - Tunai
13. "Amor sem fim" (Endless Love) - Flávio e Ederly

### Internacional
1. "I Left my Life in San Francisco" - Tony Bennett
2. "Love Is a Many Splendored" - Ray Conniff
3. "Tea for Two" - Doris Day
4. "I Believe" - Frankie Laine
5. "Tenderly" - Hi-Lo's
6. "Cheek to Cheek" - Errol Garner
7. "Cuando vuelva a tu lado" - Eydie Gorme e Trio Los Panchos
8. "Blue Moon" - Les Elgart & Orchestra
9. "It's Not for Me to Say" - Johnny Mathis feat. Ray Conniff and his Orchestra
10. "Till" - Percy Faith & Orchestra
11. "Unchained Melody" - Roy Hamilton
12. "My Melancholy Baby" - Ella Fitzgerald feat. Teddy Wilson and his Orchestra
13. "Stella by Starlight" - Frank Sinatra
14. "The Shadow of Your Smile" - Andy Williams